# جری پیتون
جری پیتون (انگلیسی: Gerry Peyton؛ زادهٔ ۲۰ مهٔ ۱۹۵۶) یک بازیکن فوتبال اهل ایرلند است.